# ويليام ليتل (شاعر)
ويليام ليتل (بالإنجليزية: William Little)‏ هو شاعر أسترالي، ولد في 7 فبراير 1839، وتوفي في 2 أكتوبر 1916.